# Dronningborg Maskinfabrik

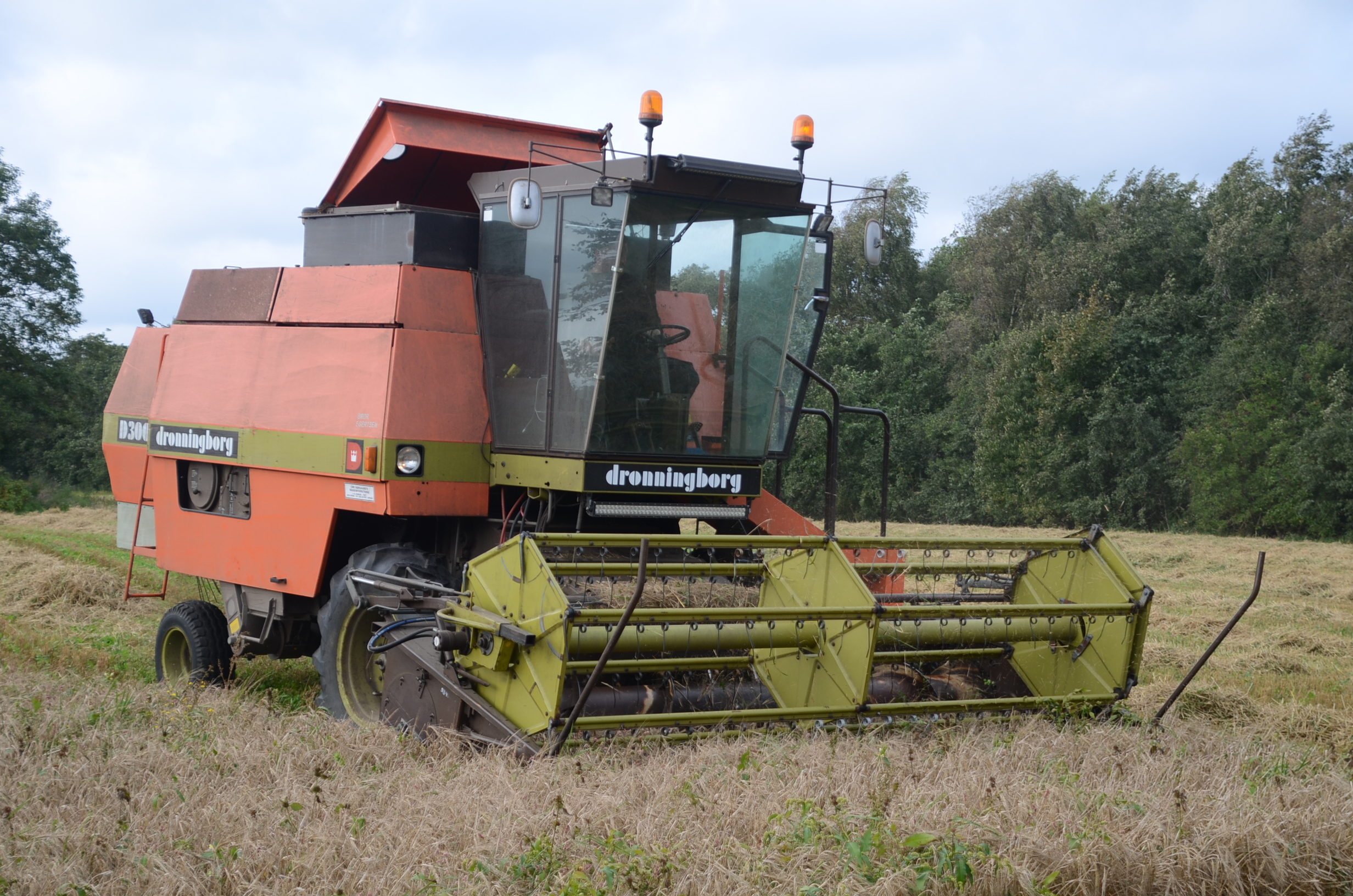
Dronningborg D3000

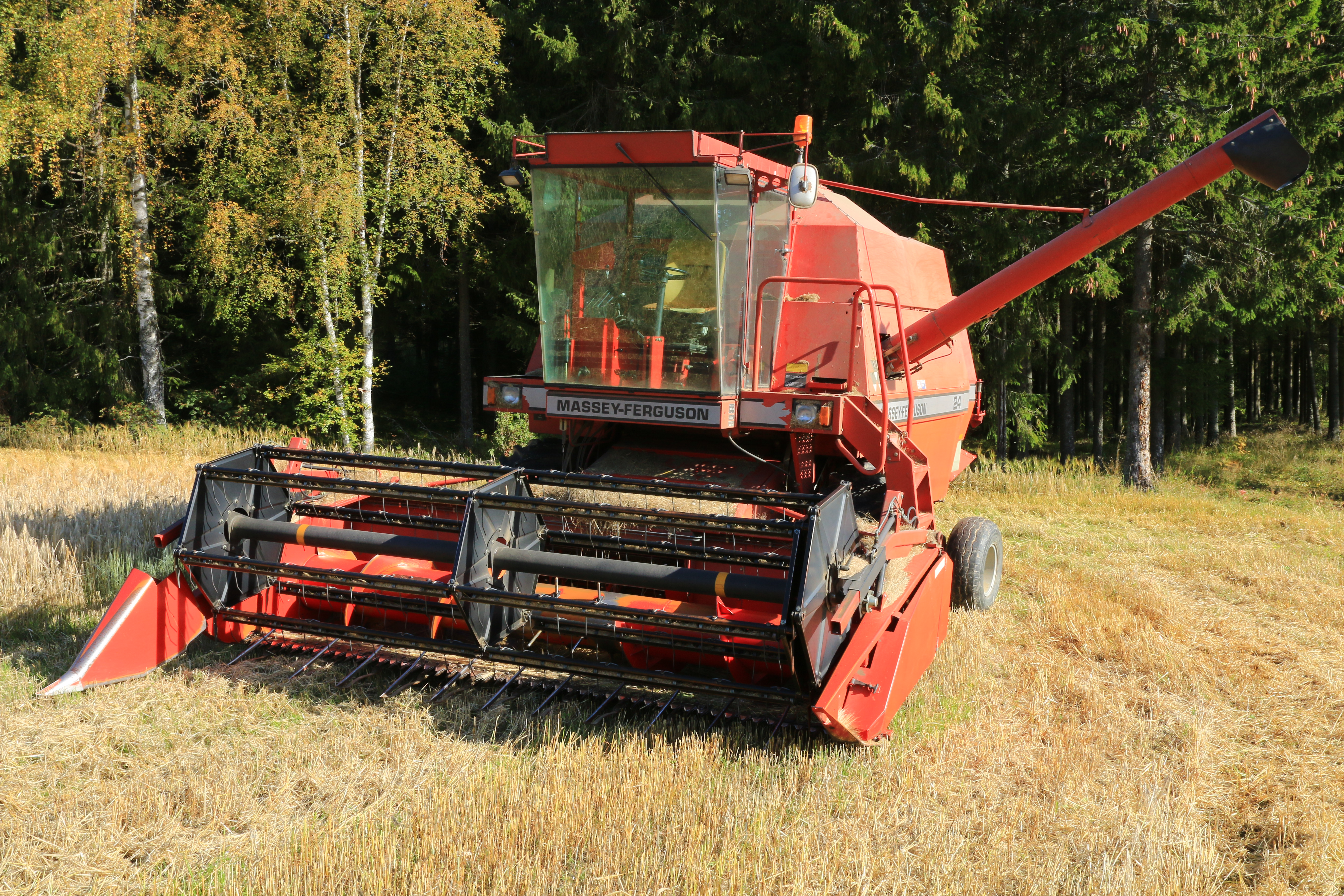
Kombajn zbożowy Massey Ferguson 24

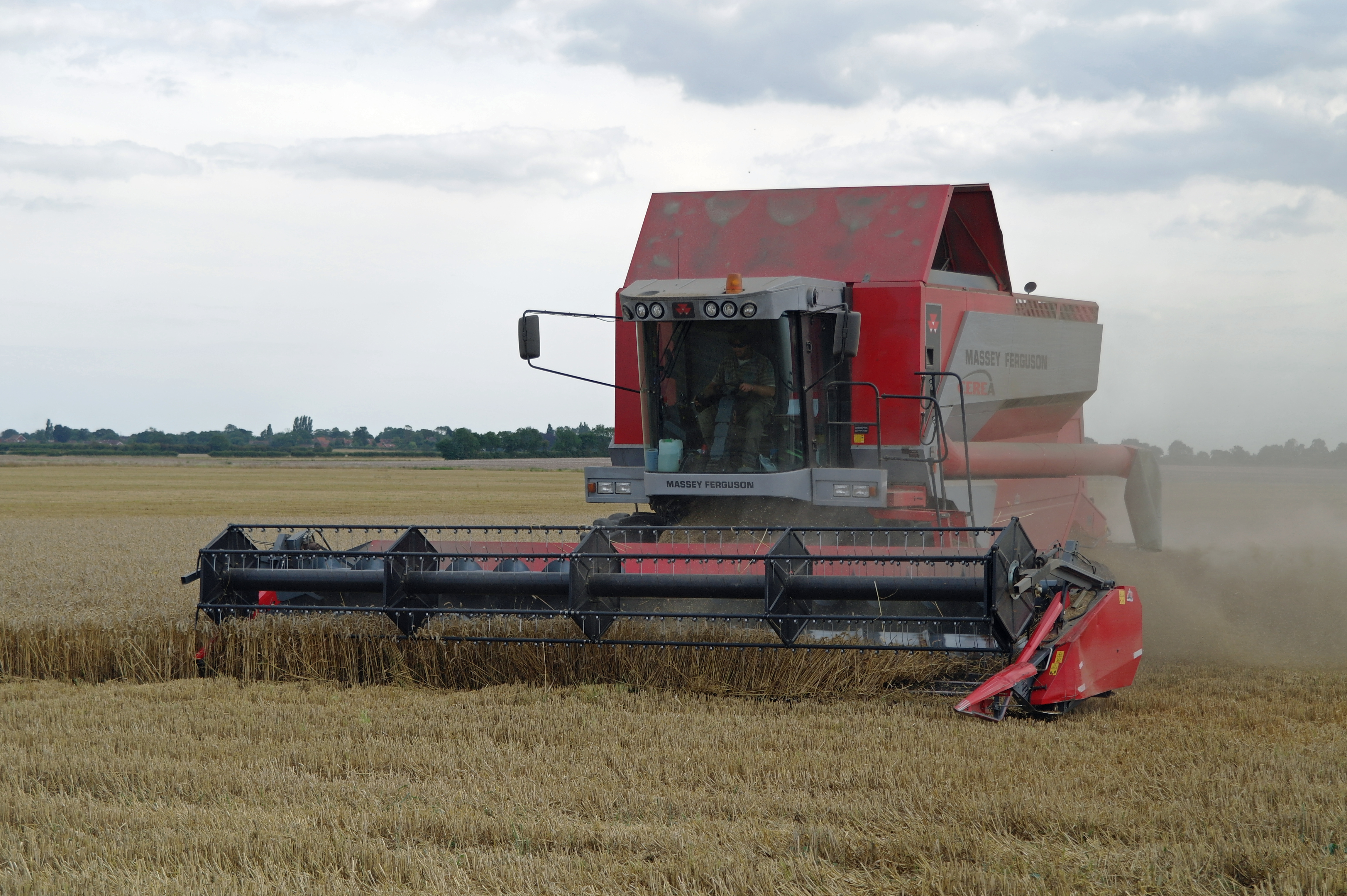
Kombajn zbożowy Massey Ferguson Cerea

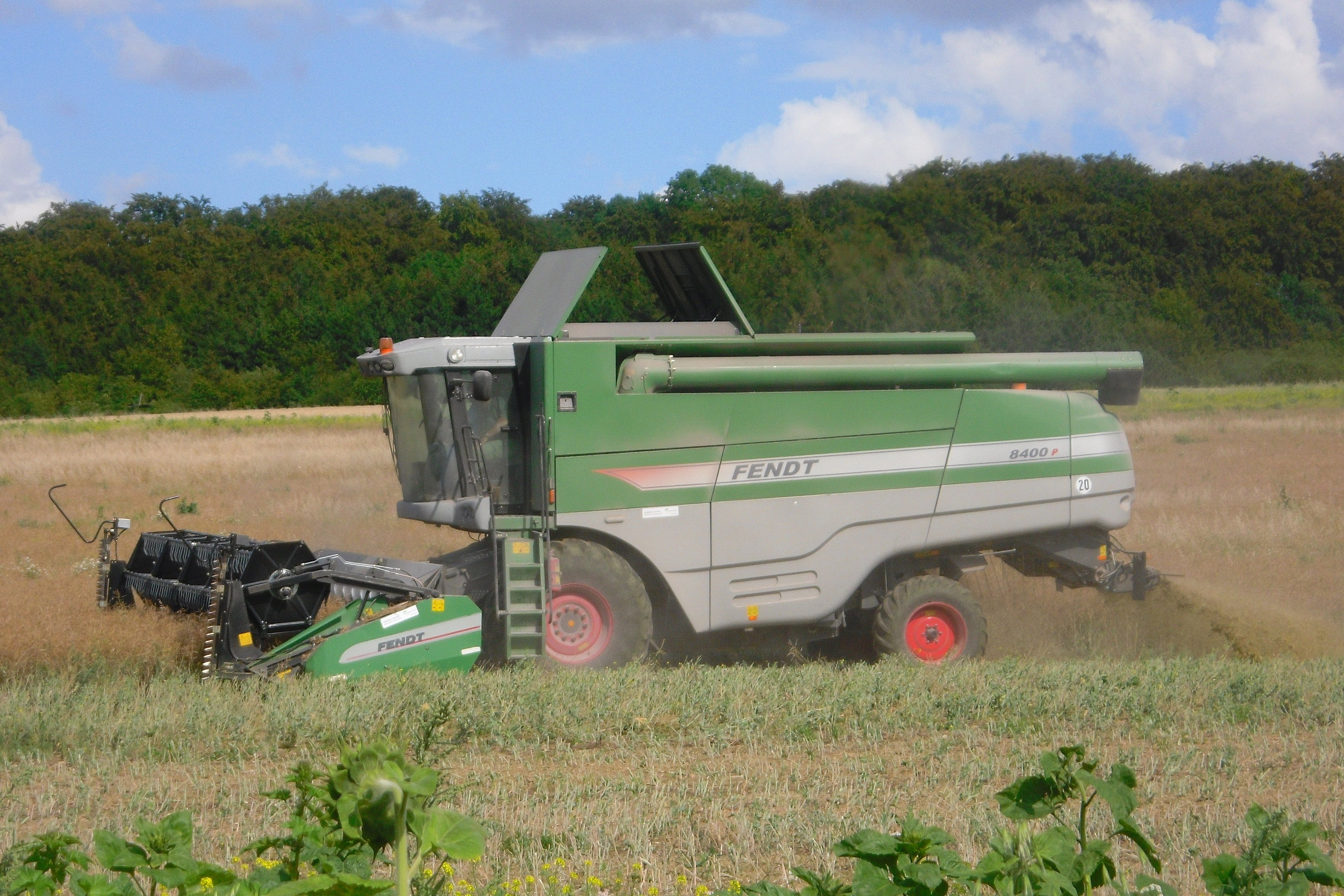
Kombajn zbożowy Fendt 8400

Dronningborg Maskinfabrik – były duński producent maszyn rolniczych z siedzibą w Randers, specjalizujący się w produkcji kombajnów zbożowych. Produkowała pod markami Dronningborg, Case IH Dania, Massey Ferguson, Challenger i Deutz-Fahr.

## Historia
- 1 marca 1894 r. – przejęcie zrujnowanego młyna w Dronningborg przez N. Kr. Nielsen[1][2][3][4].
- 1958 r. – wyprodukowanie pierwszego kombajnu zbożowego.
- 1977 r. – wprowadzenie kombajnów serii D 1900.
- 1980 r. – nowa generacja kombajnów D 3000/4000 i D 7000/8000.
- 1984 r. – Dronningborg podpisuje umowę z Massey Ferguson.
- 1987 r. – wejście w porozumienie z Case IH. Wyprodukowanie pierwszego kombajnu D 9000 Jumbo.
- 1991 r. – kupno przez firmę Massey-Ferguson dużej części udziałów w Dronningborg Maskinfabrik. Zmiana nazwy spółki na Dronningborg Industries A/S.
- 1998 r. – zakup Massey Ferguson przez amerykańską firmę AGCO, a wraz z nią Dronningborg Industries.
- 1999 r. – wyprodukowanie pierwszego kombajnu zbożowego pod marką Fendt. Nowa rodzina kombajnów MF serii 7200.
- 2000 r. – wyprodukowanie pierwszego kombajnu zbożowego dla Deutz-Fahr model Ectron.
- 2001 r. – rozpoczęcie produkcji kombajnu MF 7278 Cerea 8-klawiszowego. Rozpoczęcie produkcji modelu Deutz-Fahr Aktor.
- 2002 r. – rozpoczęcie produkcji Deutz-Fahr Topliner (56xx- serii).
- 2003 r. – zmiana nazwy spółki na AGCO A/S[5]
- 2008 r. – kombajny MF otrzymują lifting: nowy silnik – nowa kabina z plastikowymi elementami wykonanymi z nowoczesnych kształtach okrągłych. Nowe maszyny otrzymują nazwę Centora.
- 2009 r. – rozpoczęcie produkcji kombajnów hybrydowych MF Delta Hybrid. Jest ona wyposażona w nowo opracowany 7-cylindrowy silnik wysokoprężny Sisu z systemem SCR.
- 2010 r. – zamknięcie produkcji kombajnów od 9 lipca 2010 i przeniesienie produkcji do zakładu Laverda w Breganze we Włoszech. W Randers pozostał dział rozwoju, dział usług i produkcji oraz utrzymania i katalogi części instrukcji.

Dronningborg importował prasy wyprodukowane przez francuską firmę Rivierre-Casalis w charakterystycznym kolorze firmy Dronningborg.